# Il discepolo del diavolo
Il discepolo del diavolo (The Devil's Disciple) è un film del 1959 diretto da Guy Hamilton.
È una pellicola statunitense di genere avventuroso girata nel 1959 e interpretata da Burt Lancaster, Kirk Douglas, Laurence Olivier e Janette Scott.
La pellicola è ambientata nel 1777 durante la Rivoluzione Americana. Sullo sfondo della guerra d'indipendenza, la storia non è altro che il pretesto per un'analisi profonda dell'animo delle persone di quei tempi (e non solo).

## Trama
La vicenda inizia con la morte per impiccagione di Pietro Dudgeon, colono ribelle al dominio inglese e con quella contemporanea del fratello Timoteo, pater familias, che era andato a dargli l'ultimo saluto, morendo subito dopo per cause naturali. Per questioni di eredità si riunisce tutta la famiglia, divisa in due gruppi: le persone per bene, ottusamente puritane, come la mater familias, moglie di Timoteo e gli altri parenti, poi i reprobi. Tra questi spicca Riccardo Dudgeon, Dick, anche egli ribelle, sempre naturalmente contrapposto al puritanesimo della madre ed al perbenismo dei più. C'è quindi l'autorevole figura del reverendo Anderson, fedele al suo ruolo di pastore di anime, ma affatto ottuso, e quella della sua giovane moglie calata nel suo ruolo di " istituzionalmente buona".
Quando le truppe inglesi, comandate dal Generale Burgoyne, arrivano in paese, decidono di arrestare e processare proprio il reverendo Anderson, ritenuto coinvolto nella ribellione, ma quando i soldati arrivano nella sua casa vi trovano Dick, che era lì in attesa che il Reverendo tornasse. Dick viene arrestato al posto del Reverendo ma non dice nulla ai soldati, la sua intenzione è salvare Anderson, convincendo la povera consorte a tacere adducendo il pretesto che tanto non sarebbero stati creduti. La donna accetta sulle prime, convinta che il marito si presenterà immediatamente per chiarire tutto, ma così non accade. Si sviluppa un dialogo molto arguto tra Dick Dudgeon e il Generale Burgoyne che, anche se a malincuore, non può evitargli la condanna all'impiccagione. Ma la rivoluzione americana sta evolvendo velocemente, e pochi attimi prima dell'esecuzione, riappare Anderson nei panni di capitano degli insorti, che conferma la sconfitta degli inglesi.

## Commento
In conclusione, la contrapposizione tra cosa sia veramente il bene e cosa sia veramente il male, l’importanza che troppo spesso viene attribuita all’apparenza a scapito della sostanza delle umane vicende, è il vero motivo conduttore del film che, non a caso, fa parte del trittico che l’autore ha appunto chiamato “tre commedie per i puritani”.
Ed ecco quindi che quelli che per definizione dovrebbero essere iscritti nella categoria dei “buoni” tanto buoni poi non risultano nello svilupparsi della vicenda. 
I parenti, tanto timorati di Dio e “per bene”, mostrano di essere soprattutto schiavi di egoismo, di avidità ed aridità d’animo. 
Il reverendo Anderson, fino a quel momento uomo di devozione e di preghiera, scopre di essere invece uomo d’azione (e ritrova se stesso) e poi, il da tutti ritenuto cattivissimo (Dick) dimostra tali grandi doti di umano valore, pur se manifestato in modo assolutamente anti convenzionale, da accettare di farsi impiccare per non causare guai seri ad altri. 
Alla fine sarà lui a diventare pastore di anime, l’ipocrisia ed il perbenismo saranno umiliati, l’ex reverendo Anderson riconquisterà la giovane consorte pur se sconcertata dalla sua trasformazione. 
Il generale Burgoyne, comandante dei soldati inglesi, che, anche se a malincuore, stava per impiccare Dick Dudgeon, si troverà costretto a ritirarsi ed a prendere atto che per l’Inghilterra le colonie americane sono ormai perdute. Comunque l'intera storia, ognuno potrà godersela interamente vedendo il film, capace di esprimerla, grazie ai suoi magnifici interpreti, in tutta la sua ricchezza di splendido, acutissimo humor anglosassone, di cui G. B. Shaw è maestro.

## Produzione
Il film si ispira al pezzo teatrale di George Bernard Shaw 'Il discepolo del diavolo del 1897, l'unico in tutta la sua produzione ambientato negli Stati Uniti, e venne adattato per lo schermo dallo sceneggiatore John Dighton in collaborazione con Roland Kibbee.
Originariamente la regia della pellicola era stata affidata dalla produzione al regista Alexander Mackendrick che si ritirò dal set pochi giorni dopo l'inizio delle riprese.
Il personaggio interpretato da Jeanette Scott era stato affidato inizialmente a Natalie Wood che declinò rifiutandosi di girare con Kirk Douglas per motivi personali.
Il film soffrì molto dell'esigenza di dover bilanciare il peso dei tre grandi attori con il ruolo dei loro rispettivi personaggi, e fu questa rivalità sottintesa tra i tre una delle motivazioni che spinsero il regista Mackendick ad abbandonare il set.